# ウォルサム (マサチューセッツ州)
ウォルサム（英: Waltham）は、アメリカ合衆国マサチューセッツ州のミドルセックス郡にある都市。ボストンの北西18キロメートルに位置している。人口は6万5218人（2020年）。市内にはブランダイス大学やベントレー大学がある。
ウォルサムは労働運動初期の中心となり、アメリカの産業革命に大いに貢献した。ボストン・マニュファクチャリング・カンパニーの発祥地であり、19世紀の工業都市計画のプロトタイプであり、労働と生産に関するウォルサム・ローウェル体系と呼ばれるものを生み出した。
ウォルサムには時計産業との関わりが強かったので、通常「時計の都市」と呼ばれている。1854年ウォルサム・ウォッチ・カンパニーが市内に工場を開設し、組み立てラインで時計を作った最初の会社になった。1876年にフィラデルフィアで開催された独立100周年博覧会で金メダルを獲得した。この会社は3,500万個以上の腕時計、柱時計、器具を生産したが、1957年に廃業した。

## 市名の発音
市名は第1音節にアクセントがあり、第2音節は完全母音で発音され、[ˈwɔːlθæm] "wall-tham"となるが、ウォルサムの時計は第2音節が弱化母音（シュワー）となり、/ˈwɔːlθəm/と発音される。
ウォルサムはイギリス風に発音されるのが普通だが、ノバスコシア州から工場労働者が移ってきたときに、発音が変わった。地元での発音はイギリス風に発音できないフランス語話者を容れられるような発音となった。

## 歴史

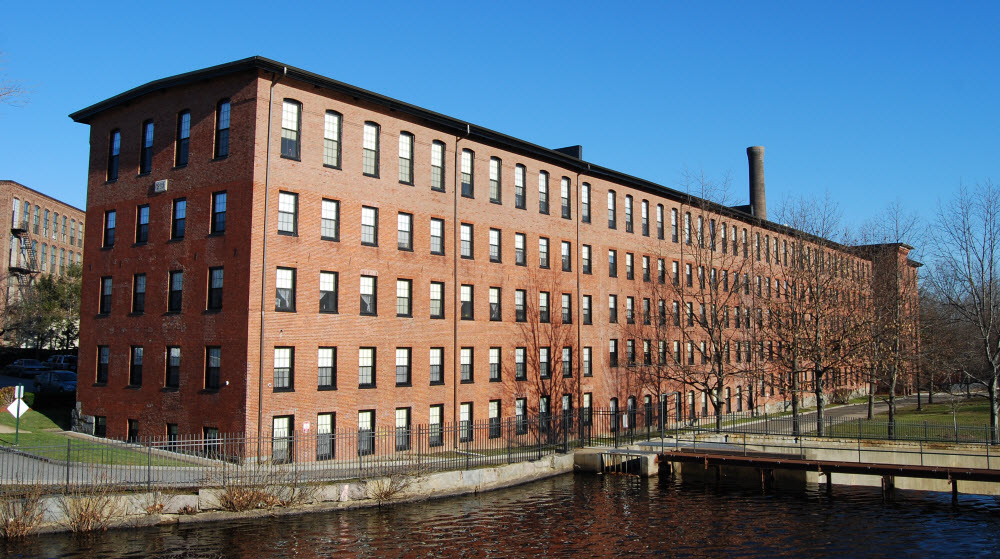
ボストン・マニュファクチャリング・カンパニー

ウォルサムは、1634年にウォータータウンの一部として入植され、1738年に別の町として公式に法人化された。
19世紀初期、フランシス・カボット・ローウェルとその友人仲間がウォルサムでボストン・マニュファクチャリング・カンパニーを設立した。これは国内初の統合化された繊維工場だった.。
市内には、元のマサチューセッツ州知事クリストファー・ゴアが1806年に建設した邸宅であるゴア・プレース、建築家ヘンリー・ホブソン・リチャードソンと造園家フレデリック・ロー・オルムステッドが、慈善事業家ロバート・トリート・ペイン・ジュニア（1810年-1905年）のために設計したロバート・トリート・ペイン・エステイト、1793年にボストンの商人セオドア・ライマンが建設した広さ400エーカー (1.6 km²) のライマン・エステイトなど、多くの大型邸宅、荘園がある。
1857年、アメリカン・ウォッチ・カンパニーがウォルサム・モデル1857という腕時計を作った。19世紀後半から20世紀初期、ウォルサムには真鍮時代自動車のメーカーであるメッツがあり、国内で初のオートバイが生産された。
市内にはウォルター・E・ファーナルド州立学校がある。この学校は発達障害者のために公的資金で建てられた学校として西半球では最古のものである。この施設の物語や議論のあった歴史は地元で、時としては全国のメディアで取り上げられてきた。

## 地理
ウォルサムは北緯42度22分50秒 西経71度14分6秒 / 北緯42.38056度 西経71.23500度 (42.380596, −71.235005)に位置している。ボストン中心街の北西約11マイル (18 km)、ボストンのブライトン地区からなら北西に約3マイル (5 km) である。
チャールズ川に沿って伸びており、幾つかのダムがある。これらのダムは工業化の初期に繊維工場などに動力を提供していた。

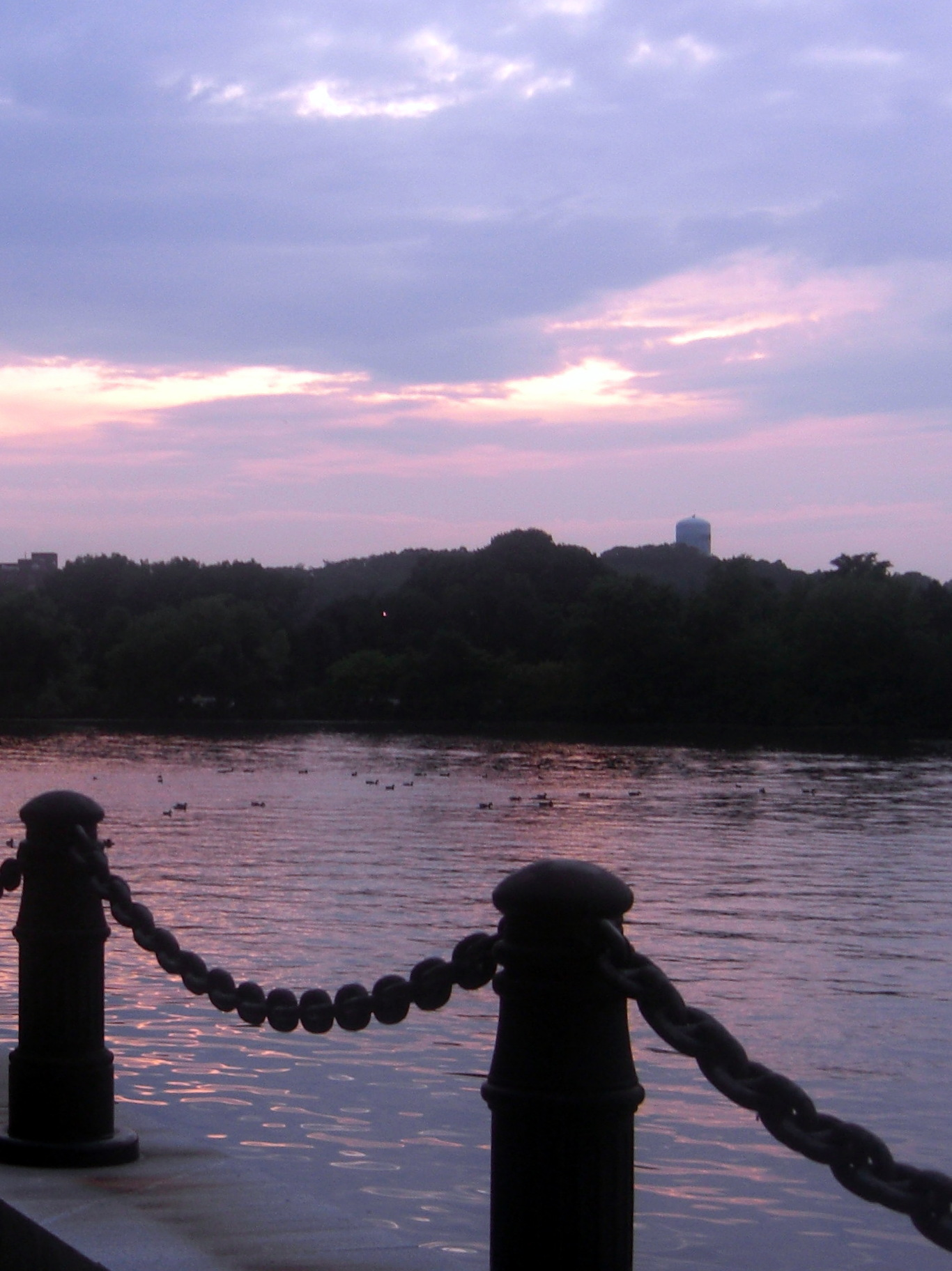
チャールズ川

アメリカ合衆国国勢調査局に拠れば、市域全面積は13.6平方マイル (35 km2)であり、このうち陸地12.7平方マイル (33 km2)、水域は0.9平方マイル (2.3 km2)で水域率は6.69%である。

### 地区
ウォルサム市には下記のような地区あるいはビレッジがある。
- アングルサイド
- バクススクエア
- ザ・ブリーチェリー
- シーダーウッド
- ザ・ケミストリー（元ニュートン・ケミカル・カンパニーから名付けられた）[8]
- ガーデンクレスト
- ザ・ハイランズ
- ジ・アイランド（元モース・メドウ島）
- ケンドールグリーン（大半はウェストン内）
- レイクビュー
- ザ・レーンズ
- ノースイースト
- ザ・ノースサイド
- パイエティコーナー
- プロスペクトビル（1894年に廃止、現在はケンブリッジ貯水池の底）
- レイブンズウッド
- ロバーツ
- ロックアレイ
- ザ・サウスサイド
- ウォーレンデール
- ウェストエンド

### 隣接する町
ウォルサムの西はウェストン町とリンカーン町、南はニュートン市、東はベルモント町とウォータータウン市、北はレキシントン町と接している。

## 人口動態
以下は2000年国勢調査による人口統計データである。
| 基礎データ - 人口: 59,226 人 - 世帯数: 23,207 世帯 - 家族数: 12,462 家族 - 人口密度: 1,800.6人/km2（4,663.4 人/mi2） - 住居数: 23,880 軒 - 住居密度: 726.0軒/km2（1,880.3 軒/mi2） 人種別人口構成 - 白人: 82.98% - アフリカン・アメリカン: 4.41% - ネイティブ・アメリカン: 0.16% - アジア人: 7.29% - 太平洋諸島系: 0.06% - その他の人種: 3.20% - 混血: 1.89% - ヒスパニック・ラテン系: 8.49% 年齢別人口構成 - 18歳未満: 15.5% - 18-24歳: 16.8% - 25-44歳: 34.4% - 45-64歳: 20.2% - 65歳以上: 13.1% - 年齢の中央値: 34歳 - 性比（女性100人あたり男性の人口） - 総人口: 97.2 - 18歳以上: 95.6 | 世帯と家族（対世帯数） - 18歳未満の子供がいる: 20.3% - 結婚・同居している夫婦: 41.3% - 未婚・離婚・死別女性が世帯主: 8.9% - 非家族世帯: 46.3% - 単身世帯: 34.2% - 65歳以上の老人1人暮らし: 10.0% - 平均構成人数 - 世帯: 2.29人 - 家族: 3.01人 収入と家計 - 収入の中央値 - 世帯: 54,010米ドル（2007年推計では60,434ドル） - 家族: 64,595米ドル（2007年推計では79,877ドル） - 性別 - 男性: 42,324米ドル - 女性: 33,931米ドル - 人口1人あたり収入: 26,364米ドル - 貧困線以下 - 対人口: 7.0% - 対家族数: 3.6% - 18歳未満: 4.8% - 65歳以上: 8.4% |

### 外国生まれの住人
2010年時点で、住民の24%はアメリカ合衆国外で生まれていた。グアテマラやインドの出身者が多い。

## 市政府
ウォルサム市の政府は市長・市政委員会方式を採用している。2014年時点で、市長はジャネット・A・マッカーシーである。市政委員会は15人の委員で構成され、任期は2年間、無党派選挙で選出される。2014年の議長はロバート・J・ワディックである。
ウォルサム市はアメリカ合衆国下院議員マサチューセッツ州第5選挙区に属し、2014年時点では民主党のキャサリン・クラークを送り出している。
| 民主党   | 12,770 | 36.13% |
| 共和党   | 3,490  | 9.87%  |
| 無党派   | 18,820 | 53.24% |
| 少数政党 | 268    | 0.76%  |
| 合計     | 35,348 | 100%   |

## 消防署
市内は1日24時間週7日年365日、ウォルサム市消防署の常勤消防士153人によって守られている。1816年に設立され、現在は消火、防火、訓練の3部門に編成されている。駐屯所は市内に6か所あり、消防車6台、梯子車2台他を動かしている。年間8,000件以上の呼び出しに対応している。

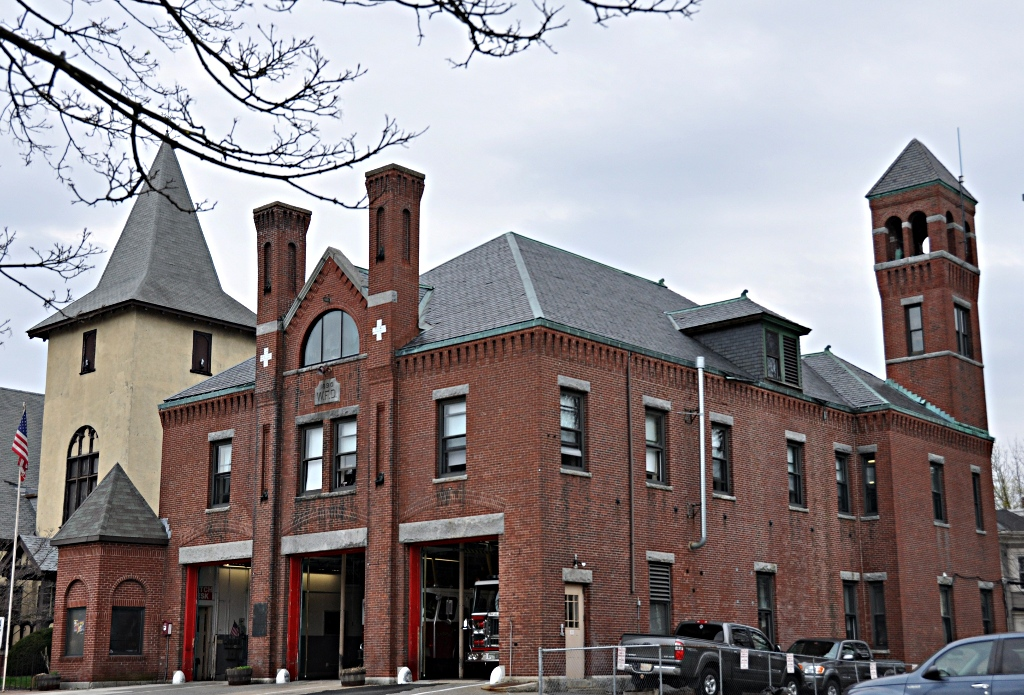
ムーディ通りの消防駐屯所

## 教育

### 公立学校
ウォルサム公共教育学区には小学校6校、中学校2校、高校1校（ウォルサム高校）がある。

### 私立学校
- チャペルヒル・ショーンシーホール学校
- ガン・アカデミー
- アワーレディズ・アカデミー（幼稚園前から8年生）
- セントジュード学校[22]（幼稚園前から8年生）
- キャロル学校
- マイルストーンズ・デイスクール（幼稚園から12年生）

### 高等教育機関
- ベントレー大学
- ブランダイス大学
- ボストン大学ディジタル画像芸術センター

## 経済
ウォルサムを本拠にする会社の中には、防衛産業のレイセオン、ブローカーディーラーのコモンウェルス・ファイナンシャル・ネットワーク、技術系の会社スチュデントユニバース、研究開発組織の教育開発センター, Inc.、マーケティング会社のコンスタント・コンタクトがある。小売業はメインストリート、ムーディ通り、レキシントン通り、リバー通り、州道60号線沿いの一部、第1アベニュー地域に集中している。メインストリートの新しいショッピング施設が完成した。元ポラロイド社があった場所で新しい開発が行われている。

### 主要雇用主
市の2011年包括的財務報告書に拠れば、市内の主要雇用主は次の通りである。
| 順位 | 雇用主                                           | 従業員数 |
| ---- | ------------------------------------------------ | -------- |
| 1    | ブランダイス大学                                 | 1,512    |
| 2    | ベントレー大学                                   | 800      |
| 3    | バンク・オブ・アメリカ                           | 660      |
| 4    | アストラゼネカ                                   | 650      |
| 5    | ナショナル・グリッド                             | 650      |
| 6    | AM-FM クリーニング・コーポレーション             | 600      |
| 7    | ノバ・バイオメディカル・コーポレーション         | 600      |
| 8    | レイセオン                                       | 587      |
| 9    | ベライゾン                                       | 520      |
| 10   | パレクセル・インターナショナル・コーポレーション | 500      |

## 交通
ウォルサム市の近くに、州間高速道路95号線が走り、州道128号線でもある。州間高速道路90号線はマサチューセッツ・ターンパイクとも呼ばれ、南のニュートン市を通っている。ケンブリッジ・ボストン・クインシー大都市圏に近いこともあって、多くの州道が数マイル以内にある。
マサチューセッツ湾交通局の通勤線はフィッチバーグ・ボストン線に停車駅が2つある。市役所の向かい側のセントラル・スクエア・ウォルサム駅と、ブランダイス大学に近い駅である。
マサチューセッツ湾交通局の多くのバス路線も市内を走っている。
市内をチャールズ川が流れており、その南岸の大半と、北岸のプロスペクト通りからムーディ通りは自転車道と歩道が整備されている。ケンブリッジやボストンではこの道を利用する通勤者もいる。

## メディア
市内では週刊紙の「ウォルサム・ニューズ・トリビューン」が毎週金曜日に発行されている。WCAC-TVが地元の番組をテレビ放送している。「ボストン・グローブ」紙の西部版（グローブウェスト）でウォルサムが扱われることがある。サウス通りにはFMラジオ局がある。

## 文化

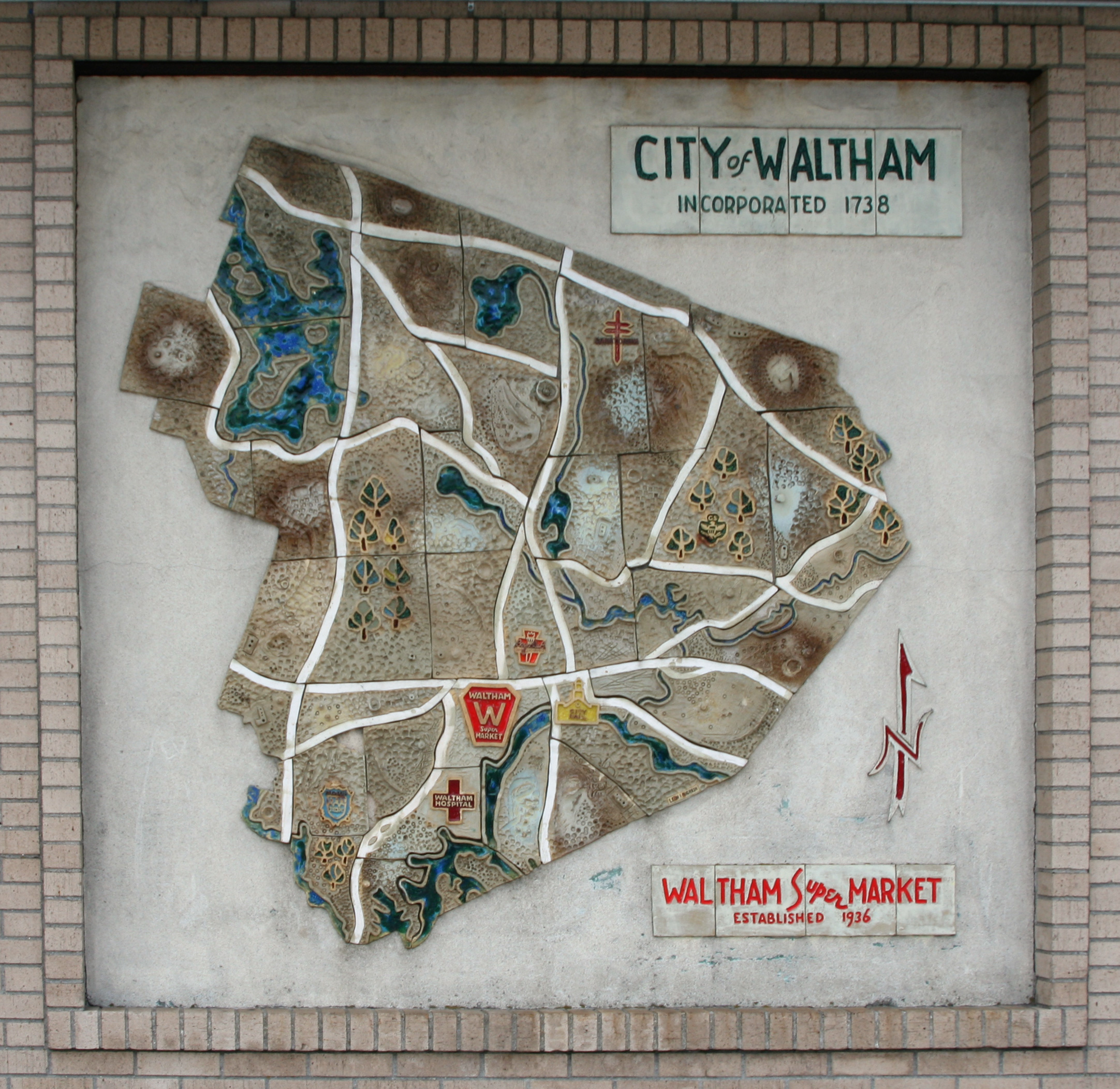
メインストリートにあったウォルサム・スーパーマーケットは1936年に創設され、大型の食料品店だったが1990年代に閉店された。その後も建物は別のスーパーマーケットが次々と営業を続け、現在はハナフォードである

ウォルサムの人口、公園、公共交通機関、店舗、トレイルの組み合わせにより、"walkscore.com"による歩行親和性のランキングでは対象の100都市中62位になっている。
中心街のムーディ通りは様々な店舗、レストラン、バー、さらにエンバシー・シネマなどが組み合わされ、独自の娯楽性を提供している。ムーディ通りのナイトライフ、通勤の便利さ、安い家賃が若い専門職を惹きつけており、近年その人口が増加している。レストランの数、多様さ、質の故に「レストラン街」とも呼ばれている。

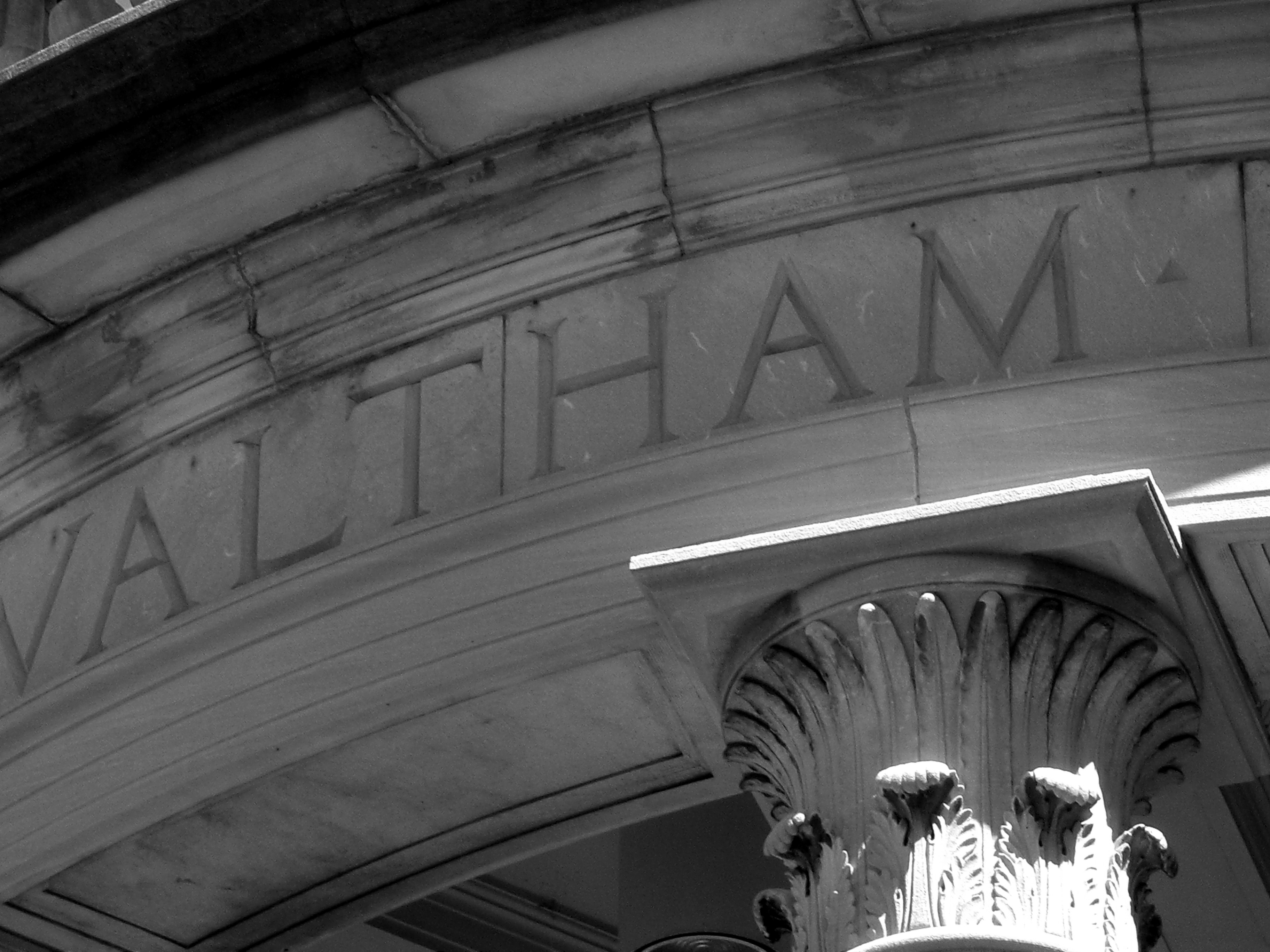
ウォルサム図書館

ウォルサム芸術委員会が25年以上「ウォルサム・コモンのコンサート」を後援しており、夏の毎週に無料で異なる音楽を演奏している。スティーブン・キルゴアが創設し組織していたが、キルゴアは2004年に亡くなった。
ウォルサムの文化生活は2つの大学と多くの芸術組織があることで豊かになっている。
市の歴史は多くの博物館、記念碑、古文書館によって祝されてもいる。チャールズ川産業博物館、ウォルサム時計工場歴史地区、ゴア・エステイト、ライマン・エステイト、ロバート・トリート・ペイン・エステイトがアメリカ合衆国国家歴史登録財に指定される市内109か所の中でも良く知られているものである。これらの場所で毎年多くの祭が開かれており、例えばゴア・エステイトでは羊の毛刈り祭がある。アメリカ国立公文書記録管理局の北東地域支局が市内にある。ウォルサム公共図書館には市の歴史に関する広範な文書がある。ウォルサム博物館は市の歴史のみに使われている。
ウォルサム・ミルズ・アーティスト協会がボストン・マニュファクチャリング・カンパニーの元工場の1つにある。そのオープンスタジオが毎年11月第1週末に開催されている。協会に属する76人のアーティストがその家やスタジオを大衆に開放している。あらゆる創造可能な材料の作品が誇示され、展示され、議論されている。
ウォルサム・フィルハーモニック・オーケストラはメトロウェスト地域の市民交響楽団であり、1985年に地元の音楽家デイビッド・J・ティアニーとハロルド・W・マックスウェイン・ジュニアの指導で始められた。60人のプロ、セミプロ、アマチュアの音楽家が活動し、地域社会に最高品質のクラシック演奏会に参加し演奏する機会を与えるのが、その使命である。音楽家はウォルサムやボストン、および周辺の町の出身である。年齢や職業も幅広いものがある。
季節ごとに5回ないし6回のコンサートがあり、若い音楽家に交響楽団とソロの競演を行う機会を提供する青年コンチェルト競技会の勝者が出演するものもある。コモンでサマー・コンサートや12月のホリデー・ポップスなども開催されている。
市内にはウォルサム・シンフォニー・オーケストラもある。高いレベルのセミプロ市民オーケストラである。ケネディ中学校公会堂で季節ごとに5回のコンサートを行っている。音楽監督はフランス生まれの指揮者パトリック・ボッティである。市内に残る解放空間はウォルサム土地信託が保護している。
祭の多様さでも民族的多様性を表している。毎年のラテノス・エン・アクション・フェスティバルは、プエルトリコ、メキシコ、ペルー、グアテマラ系の住民を祝っている。ラテン系住民が選挙権登録を行うのを手伝い、法を理解し奨学金を得られるようにする地元非営利団体であるラティノス・イン・アクションが行っている。この祭りではパレード、音楽、食事、美人コンテストがある。
近年はウガンダ出身の住民が推計で1,500人にもなり、ウガンダ文化の中心になったので、「リトル・カンパラ」と呼ばれることもある。ウガンダ北アメリカ協会がウォルサムに本部を置き、ウガンダ・ボストンのセントピーターズ教会や、ウガンダの食事どころであるカリブもある。ウガンダからの移民であるウィルバーフォース・カテレガがウォルサム・カレッジ・ウガンダを設立し、エイズによって孤児となった300人以上の寄宿学校になっている。この学校はカテレガの新しい故郷にちなんで名付けられた。

## 見どころ
- ゴア・プレース
- ライマン・エステイト
- ロバート・トリート・ペイン・エステイト
- チャールズ川産業博物館
- プロスペクトヒル、ブルーヒルズに次ぐ地域で2番目に標高の高い場所
- チャールズ川 – ムーディ通りのリバーウォーク
- エンバシー・シネマ
- A・ウェアハウス
- ローズ美術館
- メトロポリタン州立病院
- ノランベガ・タワー

## 著名な出身者

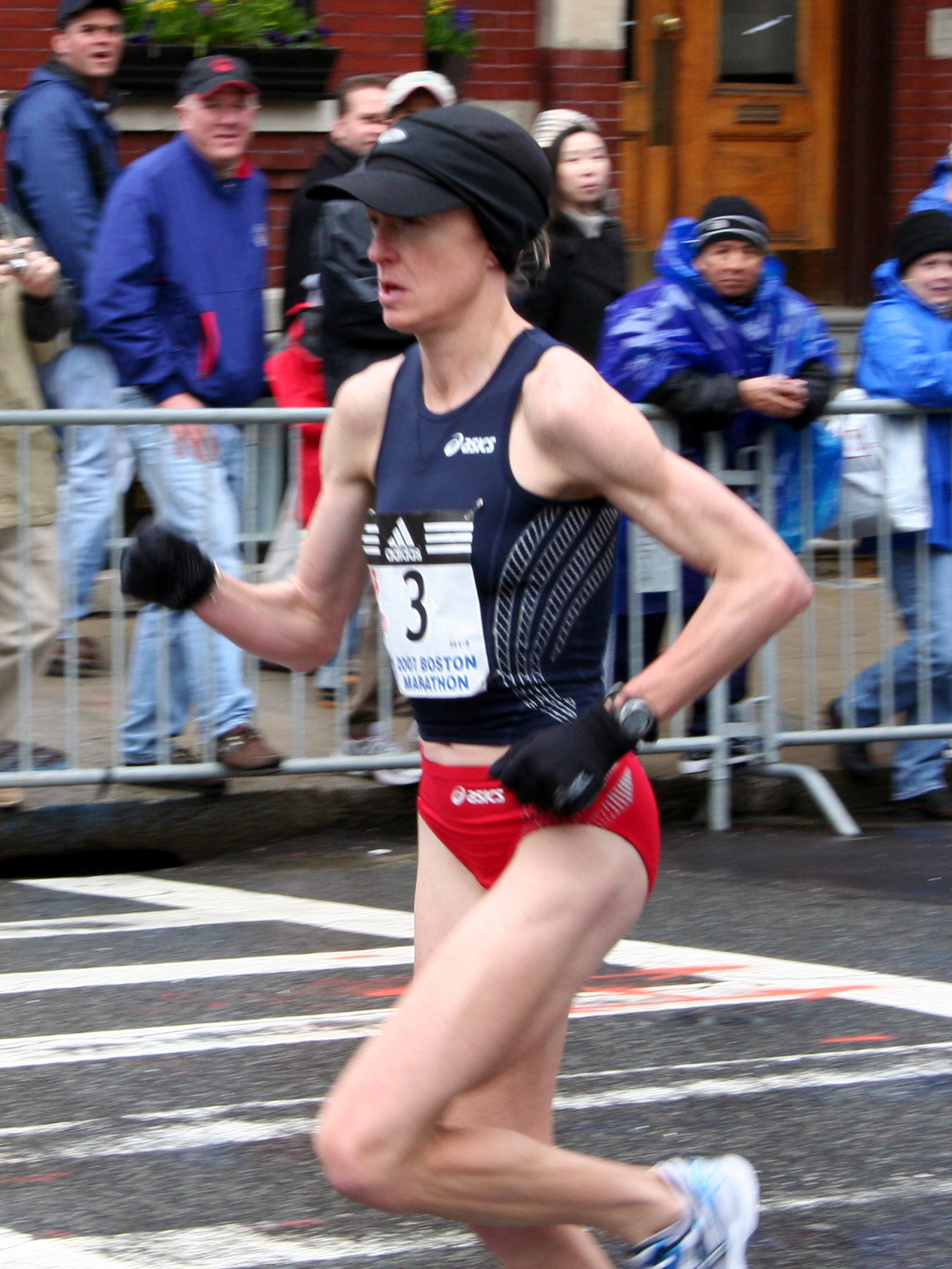
ディーナ・カスター

- エアロスミス – ロックバンド、1970年代のボストン地域からデビュー、ウォルサムにウェアハウスと呼ぶスタジオがあった[31]
- ナサニエル・バンクス – 南北戦争時の北軍の将軍、第24代マサチューセッツ州知事、アメリカ合衆国下院議長[32]
- マッケンジー・ベルナドー – NFLアメリカンフットボール選手、ダラス・カウボーイズ[33]
- スーザン・ブロックマン – ロマンス作家[34]
- アビー・ホフマン – 作家、急進的政治活動家、 青年国際党の設立者[35]
- ディーナ・カスター – マラソン選手、アテネオリンピックで銅メダル[36]
- アンジェロ・モスカ – カナディアン・フットボール・リーグ選手、プロレスラー[37]
- イブリン・シアーズ – 女子テニス選手、全米オープン優勝[38]
- キャロル・スピニー – 声優、セサミストリートのビッグバードとオスカー[39]
- アントワン・ウォーカー – NBAバスケットボール選手、ボストン・セルティックスの元キャプテン[40]